# Бірей Ілмазсой
Бірей Їлмазсой (тур. Birey Yılmazsoy; 1975, Стамбул) — турецький дипломат. Генеральний консул Туреччини в Одесі (Україна) (з 2020).

## Життєпис
Народився у 1975 році в Стамбулі. У 2000 році закінчив університет Анкари, факультет політичних наук, факультет міжнародних відносин. Володіє англійською та італійською мовами
У 2001—2004 рр. — помічник митного експерта у Головному митному управлінні.
З 2004 року приєднався до Міністерства закордонних справ, працював у центральному апараті міністерства, заступником генерального директора з багатосторонніх економічних відносин, заходів зміцнення довіри в Азії та Цільової групи Конференції зі співробітництва та Генерального директорату протоколу. Ілмазсой працював за кордоном, у турецьких посольствах у Багдаді, Римі, Софії та Братиславі.
З 15 вересня 2020 року — Генеральний консул Туреччини в Одесі.